# Lithoscirtus tesselatus
Lithoscirtus tesselatus är en insektsart som beskrevs av David M. Rowell 2000. Lithoscirtus tesselatus ingår i släktet Lithoscirtus och familjen gräshoppor. Inga underarter finns listade i Catalogue of Life.